# Eremo di San Corrado
A Messina c'è un eremo intitolato a san Corrado.
A San Corrado da Messina si andava una volta a piedi, dallo Scoppo, o da Puntale Arena, o da Gravitelli percorrendo una stradina pietrosa che si snodava tra i rovi.
Ora l'antico eremo non è più propriamente isolato, poiché vi si giunge comodamente in auto in pochi minuti dal centro della città.
Il luogo, tuttavia conserva il suo fascino antico che sa di pace, di beatitudine, di incontaminati silenzi.
Quella pace e quei silenzi che intorno alla metà del Cinquecento, convinsero degli umili frati a fermarsi su quella verde collinetta per trascorrervi in contemplazione il resto della loro esistenza.

## L'icona delle Madonna di Visitò
Quando vi giunsero i frati, sulla collinetta che stava dirimpetto, verso nord-ovest, al forte Castellaccio, sorgeva già una chiesa dedicata a Santa Maria di Visitò.
Nella sua Iconologia Placido Samperi
racconta di questa chiesa e dell'immagine in essa venerata. Certo Stefano Pasca, gentiluomo messinese, in quanto cagionevole di salute usava raccomandarsi spesso devotamente alla Vergine. Una notte (siamo ai primi del Cinquecento) la Madonna gli apparve in sogno e lo esortò a costruire una cappella per custodirvi una certa sacra immagine che si trovava abbandonata in un luogo vicino. "Era anticamente - continua il Samperi - una cappelletta sopra una rupe, verso quella parte dove scaturisce una larga vena di limpidissima acqua da una montagna, la quale, perché mormoreggiante si precipita da scoscese pietre in una profonda valle, si chiama volgarmente lo Scoppo dell'acqua...". Questa cappelletta era da tempo crollata, "mentre si cavavano da questa rupe grosse pietre per fabbricare la città", e rimaneva in piedi solo l'altare con l'immagine della Madonna. Il Pasca si convinse che era quella l'immagine che avrebbe dovuto salvare. Perciò la prelevò, costruì nel suo podere una chiesetta di legno e ve la depose. Ma il giorno dopo si accorse con rammarico che il quadro era sparito. Di lì a poco , però, fatte le dovute ricerche, lo rinvenne nel podere di un certo Palombo, su quella collinetta dove poi sarebbe sorto l'eremo di San Corrado. Il fatto della sparizione del quadro e del ritrovamento nel podere del Palombo si ripeté altre volte, finché sembrò chiaro, che la Vergine voleva che la sua chiesa sorgesse proprio su quella collinetta. E così fece Stefano Pasca. Si diffuse da quel luogo il culto della Madonna di Visitò, così detta forse - come suggerisce lo stesso Samperi - per le frequenti "visite" che a quella chiesa si facevano, o piuttosto perché in quell'immagine che era oggetto di più intensa devozione durante la Settimana Santa, le pie donne ravvisavano la Madre in lutto per la morte del figlio e quindi in visito o visitusa cioè in condizione di particolare propensione a ricevere le "visite" di consolazione e di compatimento. Passò presto la cura della chiesa a frati eremiti che tennero vivo per lungo tempo il culto di Santa Maria di Visitò, ma non poterono impedire, a un certo punto, che l'afflusso dei pellegrini andasse via via scemando fino a cessare del tutto, forse perché la zona era divenuta malsicura per la presenza di malviventi.

## Fra Pietro Gazzetti da Modena e Padre Diego Cannata da Taormina
Il convento rimase nell'abbandono, fino a quando, nel 1661 non giunsero a Messina due umili ma energici eremiti, fra Pietro Gazzetti da Modena e padre Diego Cannata da Taormina. I due religiosi riuscirono infatti a provocare un deciso intervento della giustizia locale, col risultato che la collina e i dintorni vennero bonificati e i frati ripopolarono il convento, dopo averlo restaurato. Intanto, fra Pietro Gazzetti, devoto dell'eremita di Piacenza san Corrado Confalonieri si era a questo santo rivolto, per ottenere la guarigione di Cesare Marullo, marchese di Condagusta, he era affetto da paralisi. Fatto sta che in breve il nobile messinese risanò, e ritenendosi miracolato, donò ai frati un quadro raffigurante il Santo piacentino. Il quadro fu solennemente condotto in processione , con grande partecipazione di popolo, fino all'eremo, che da allora prese il nome di San Corrado.
Caio Domenico Gallo, nei suoi Annali, ci tramanda qualche ulteriore breve notizia sull'eremo. Ci dice, per esempio, che in un certo periodo lo abitarono cinque eremiti sotto la regola di San Pacomio e che si spopolò durante la peste che colpì Messina nel 1743.
"Però" - aggiunge l'annalista - "si va ora a poco a poco ristabilendo con nuovi religiosi".

## Le leggi eversive
L'ultimo fraticello lasciò l'eremo di San Corrado quando le cosiddette "leggi eversive" stabilirono, tra il 1866 ed il 1867 la soppressione delle corporazioni religiose, la confisca e la liquidazione dei beni ecclesiastici.
Il convento e l'annessa chiesetta furono allora acquistati dalla famiglia messinese Bottari Cavallaro alla quale va il merito di avere rispettato le originarie strutture degli edifici.

## Descrizione dei quadri
Nella chiesa però quasi nulla rimane di quanto, fino a primi del nostro secolo, ancora esisteva, come attentamente annotò Gaetano La Corte Cailler alla vigilia del terremoto, più precisamente nel luglio del 1905.
Nell'altare maggiore si trovava ancora l'antica icona di Maria di Visitò che il Pasca aveva preso allo Scoppo. Il La Corte la descrisse con minuziosità e la ritenne opera della scuola messinese del Trecento. Secondo l'illustre studioso, l'icona era divisa in due ordini, con sei scompartimenti a fondo dorato, il tutto delle misure di m. 1,19 x 1,31.
Nel centro del pezzo inferiore era dipinta la Madonna sedente col Putto, con ai lati san Pietro e san Paolo; in basso erano due piccole figure in atto di preghiera, forse i committenti del quadro. Nella parte superiore in tre piccoli scompartimenti, si vedevano Cristo benedicente al centro, Elia a sinistra, e Mosè a destra. Sotto la figura di san Pietro si leggeva la seguente iscrizione: 1553, servur domini nostri Ihesu Christi Antonius Cotrunev, che voleva dire, a parere del La Corte, che il dipinto era stato restaurato nel 1553 dall'eremita Antonio Cotroneo; nel quale restauro l'icona sarebbe stata privata dei "preziosi intagli che ne decoravano al centro i sei scompartimenti". Vi era anche, nell'altare di sinistra entrando, il quadro donato dal Marullo: si trattava ancora secondo il La Corte, d'una tavola di buona fattura anche se di autore ignoto. Di forma semicircolare misurava 2 x 1,50 m. San Corrado appariva vestito di rustica lana, moribondo, dal viso molto espressivo, nelle braccia di due angeli con accanto la croce. In basso a sinistra era lo stemma di casa Marullo, ed a destra si leggeva: S. Conradus Gonfalonerius Placentinus.

## La Cripta
Se dei due quadri oggi non rimane nessuna traccia, è per fortuna ancora conservata la lapide datata 1727, che chiude l'ipogeo della chiesa.
Vi si legge: QUOS MUNDO MORTUOS SAXOSA EXCEPIT EREMUS HOS VITA FUNTOS GELIDUM CONTEXIT SAXUM NUNC BIS MORTUI BEATAM EXPECTANT SPEM VOS ITTIDEM SOLI VIVITE DEO SI CUPITIS ESSE BEATI ET ORATE PRO EIS IN MUNDO SPES NULLA BONI SPES NULLA SALUTIS SALUS SERVIRE DEO SUNT CAETERA FRAUDES 1727.

## Oggi
L'eremo e l'annessa chiesetta, oggi di proprietà della famiglia Morabito, sono stati da quest'ultima restaurati, ed è stato fedelmente ricostruito il piano primo dell'eremo che era andato distrutto.
Oggi l'eremo è residenza privata della famiglia e la chiesa è aperta al pubblico in occasione di San Corrado e della Madonna di Fatima in quanto presente nell'altare maggiore un bassorilievo in gesso eseguito dal Maestro Bonfiglio nel 1942.